# Kiżynga
Kiżynga (ros. Кижинга) – wieś w Rosji, w Buriacji, ośrodek administracyjny rejonu kiżyngińskiego. W 2010 liczyła 6373 mieszkańców.